# Webster (New Hampshire)
Webster – miasto w Stanach Zjednoczonych, w stanie New Hampshire, w hrabstwie Merrimack.